# NGC 4409
NGC 4409 (другие обозначения — NGC 4420, IRAS12244+0246, UGC 7549, ZWG 42.106, MCG 1-32-64, VCC 957, PGC 40775) — спиральная галактика с перемычкой (SBbc) в созвездии Девы.
В галактике достаточно сильное излучение в линии H-альфа, покрывающее весь оптический диск. Оценки параметров ориентации галактики в пространстве (наклона и позиционного угла), сделанные фотометрически и кинематически, хорошо согласуются друг с другом, оценки позиционного угла отличаются лишь на 7°. Кривая вращения имеет правильную, симметричную форму.
Этот объект занесён в Новый общий каталог дважды, с обозначениями NGC 4409 и NGC 4420.